# Parapholis marginata
Parapholis marginata là một loài thực vật có hoa trong họ Hòa thảo. Loài này được Runemark mô tả khoa học đầu tiên năm 1962.